# 1980年夏季奥林匹克运动会老挝代表团
1980年夏季奥林匹克运动会老挝代表团是老挝派出的1980年夏季奥林匹克运动会代表团。